# ژاکوب فونتانا
 ژاکوب فونتانا (انگلیسی: Jakub Fontana؛ ۱ ژانویه ۱۷۱۰ – ) یک معمار اهل لهستان بود.

## نگارخانه

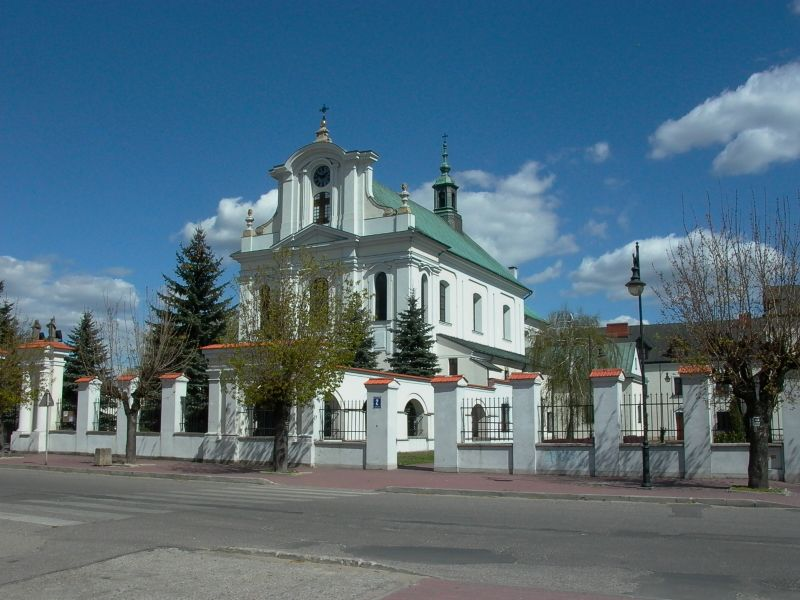
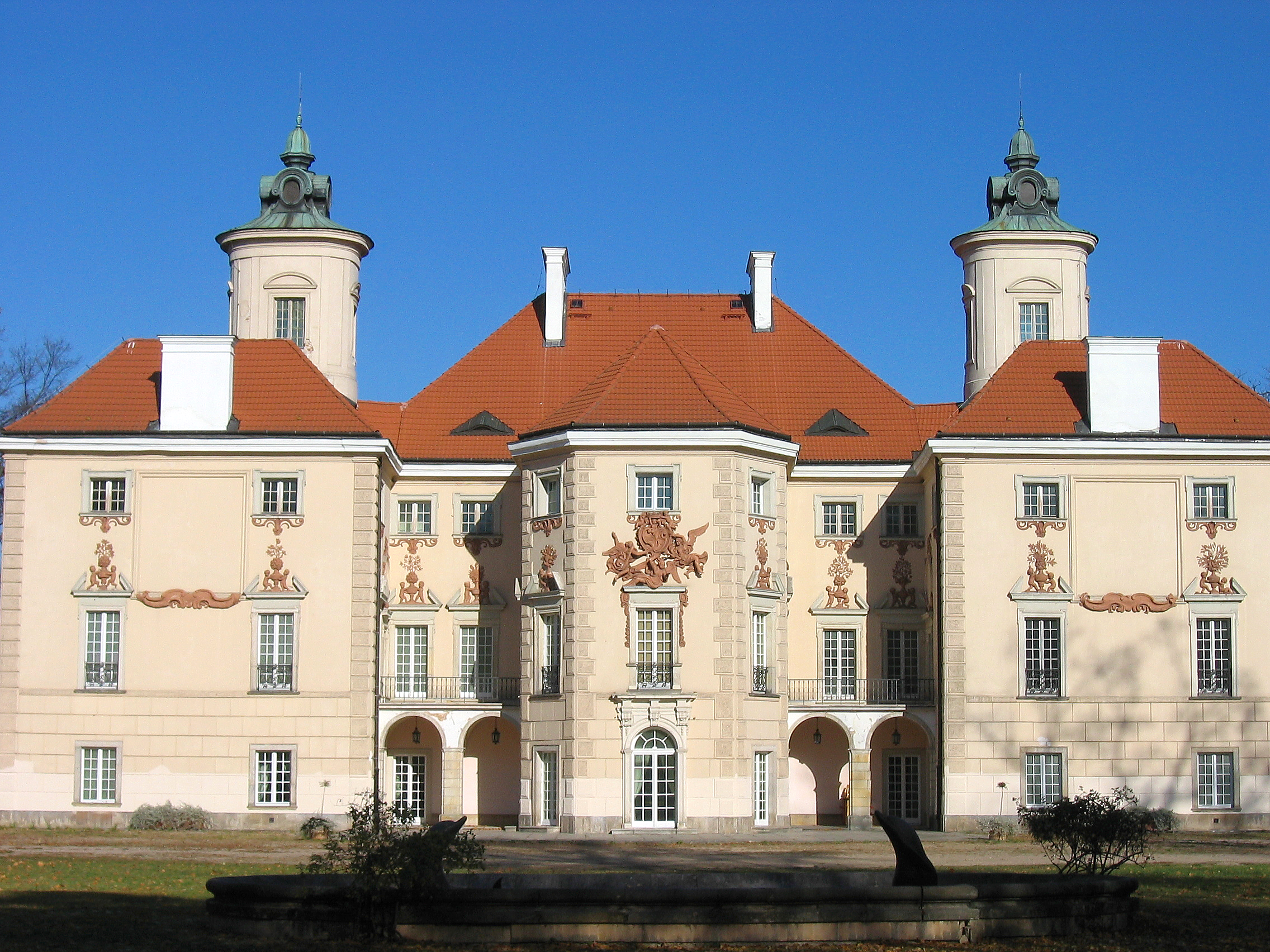
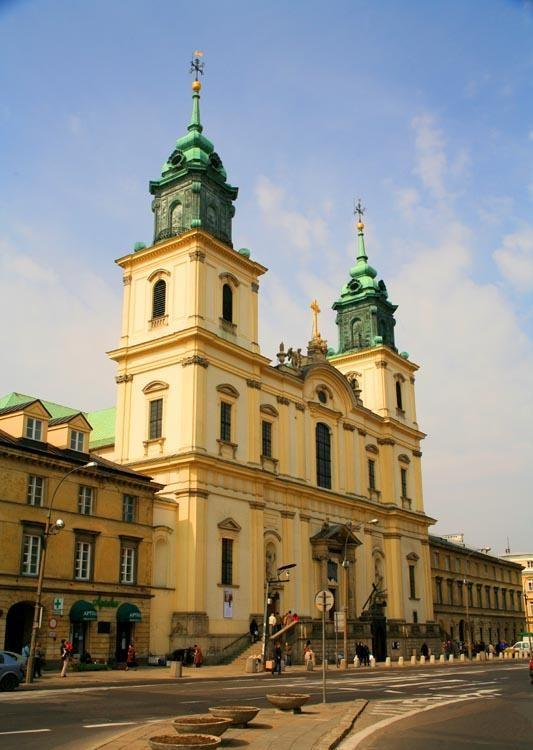
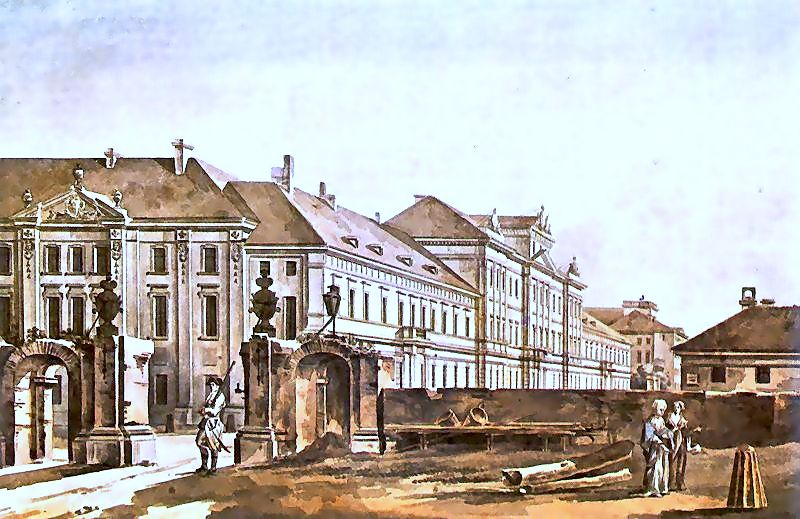